# Cratere Phon
Phon  è un cratere sulla superficie di Marte.